# Operatie Maradonius
Operatie Mardonius was de codenaam voor een Britse commando-aanval op enkele Duitse schepen tijdens de Tweede Wereldoorlog.

## Geschiedenis
De Duitse stoomschepen Ortelsburg en Tugela voeren door de Noorse wateren. Ze vervoerden goederen van Noorwegen naar Duitsland. Een Britse commando-eenheid bracht deze twee schepen in het voorjaar van 1941 met kleefmijnen tot zinken. Ook het Duitse troepentransportschip de Donau ging tijdens deze operatie met 1.200 man aan boord ten onder. 